# Massif du Nord (Hongrie)
Pour l’article homonyme, voir Massif du Nord.
Le massif du Nord (hongrois : Északi-középhegység, prononcé [ˈeːsɒki ˈkøzeːphɛcʃeːg])), appelé région de Mátra-Slanec (slovaque : Matransko-Slanská oblasť) en Slovaquie, est un massif situé au Nord de la Hongrie, entre Budapest et la Slovaquie, sur les contreforts des Carpates occidentales.

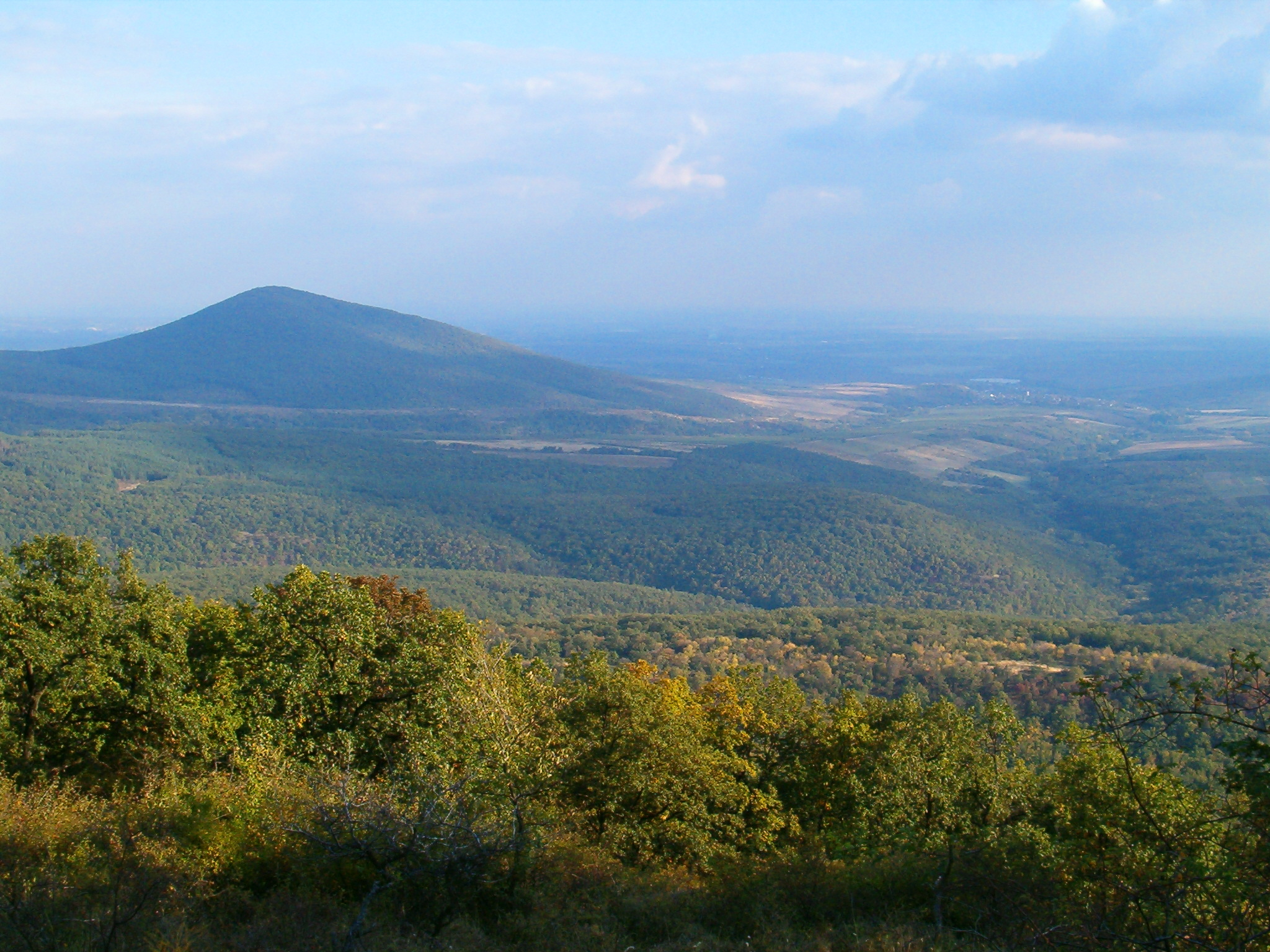
Vue du mont Havas, dans le Mátra.